# Ebba Sörbom
Ebba Sörbom, född 1927, död 2001, var en tysk författare.
Ebba Ruzsica Sörbom föddes som Ruzsica Schreiber i en judisk familj i Novi Sad. Som barn talade hon tyska, ungerska och serbiska. 
1944 deporterades Sörbom till ett koncentrationsläger där hennes mor och yngre bror dödades. Trots allt överlevde Ebba Sörbom Auschwitz och Bergen-Belsen. Hon kom till Sverige 1945.
Ebba Sörbom studerade skådespeleri vid Uppsala universitet, arbetade inom teaterterapi på Ulleråkers sjukhus och undervisade och informerade om förintelsen i skolor.
1994 fick Ebba Sörbom ett kulturstipendium av Uppsala kommun och 1997 ett stipendium ur Författarfonden för att studera vid Simon Wiesenthal-center i Wien.
Hennes debutbok: "Bortom minnet, bortom glömskan", publicerades 1988. Genom sina dikter speglad Ebba Sörbom personliga minnen från koncentrationslägren och ger de överlevande en röst.